# 横石水镇
横石水镇，是中华人民共和国广东省清远市英德市下辖的一个乡镇级行政单位。

## 行政区划
横石水镇下辖以下地区：
横石水社区、江古山村、横岭村、溪北村、联雄村、塔岗村和新星村。